# Џаксон Џанкшон (Ајова)
Џаксон Џанкшон (енгл. Jackson Junction) град је у америчкој савезној држави Ајова. По попису становништва из 2010. у њему је живело 58 становника.

## Демографија
Према попису становништва из 2010. у граду је живело 58 становника, што је -2 (-3.3%) становника више него 2000. године.
| Група             | 2000.      | 2010.      |
| Белци             | 59 (98,3%) | 57 (98,3%) |
| Афроамериканци    | 0 (0,0%)   | 0 (0,0%)   |
| Азијати           | 1 (1,7%)   | 1 (1,7%)   |
| Хиспаноамериканци | 0 (0,0%)   | 0 (0,0%)   |
| Укупно            | 60         | 58         |